# 西川拓喜
西川 拓喜（にしかわ ひろき、1987年8月15日 - ）は、日本の警察官、元プロ野球選手。

## 経歴
三島高校時代は3年夏は静岡高校に5対7で敗れ県大会3回戦敗退。県大会準々決勝が最高成績で甲子園出場実績はない。
白鷗大学に進学後は1年時から外野手でレギュラー。1年秋に最多盗塁（13個）を獲得する活躍を披露、ベストナインに輝き頭角を現す。以降4年間で4度の打撃十傑入りを果たし連盟新120安打量産、ベストナインを4度受賞した。3年秋に2本塁打、3二塁打含む21安打を放ち､404の高打率を残している。リーグ戦後は大学日本代表候補に選出され、日米大学野球の強化合宿に参加した。全国大会には1番右翼手として4年春の大学選手権に出場したが2回戦で敗退した。
福井ミラクルエレファンツ入団後は1年目からリーグ戦に出場。右膝痛により下位打線、DHに回る時期もあったが、主に1番・3番外野手で打率.280マーク。前期不振に陥った2年目もその後調子を戻し、打率.296（12位）21盗塁（2位）と結果を残した。3年目は主将、終盤は4番を務め、打率.311（7位）で初の打撃十傑入りを果たした。
2012年10月25日に行われた2012年ドラフト会議にてオリックス・バファローズから育成2位指名を受け、入団。2013年7月29日、支配下登録され背番号が117から99に変更された。8月7日には腰痛の坂口智隆に替わって一軍登録されたが最終的には1打席の出場にとどまった。
2014年、10月1日に球団から戦力外通告を受けた。11月には同じくオリックスを戦力外になった庄司龍二と一緒に2015年1月に大阪府警察官採用試験を受験することが発表され、2015年春より大阪府警察に採用された。

## 詳細情報

### 年度別打撃成績
| 年 度     | 球 団      | 試 合 | 打 席 | 打 数 | 得 点 | 安 打 | 二 塁 打 | 三 塁 打 | 本 塁 打 | 塁 打 | 打 点 | 盗 塁 | 盗 塁 死 | 犠 打 | 犠 飛 | 四 球 | 敬 遠 | 死 球 | 三 振 | 併 殺 打 | 打 率 | 出 塁 率 | 長 打 率 | O P S |
| --------- | ---------- | ----- | ----- | ----- | ----- | ----- | -------- | -------- | -------- | ----- | ----- | ----- | -------- | ----- | ----- | ----- | ----- | ----- | ----- | -------- | ----- | -------- | -------- | ----- |
| 2013      | オリックス | 1     | 1     | 1     | 0     | 0     | 0        | 0        | 0        | 0     | 0     | 0     | 0        | 0     | 0     | 0     | 0     | 0     | 1     | 0        | .000  | .000     | .000     | .000  |
| 通算：1年 | 通算：1年  | 1     | 1     | 1     | 0     | 0     | 0        | 0        | 0        | 0     | 0     | 0     | 0        | 0     | 0     | 0     | 0     | 0     | 1     | 0        | .000  | .000     | .000     | .000  |

### 記録
NPB
- 初出場：2013年10月13日、対東北楽天ゴールデンイーグルス24回戦（日本製紙クリネックススタジアム宮城）、9回表に竹原直隆の代打で出場
- 初打席：同上、9回表に釜田佳直から空振り三振

### 独立リーグでの打撃成績
| 年 度     | 球 団     | 試 合 | 打 数 | 得 点 | 安 打 | 二 塁 打 | 三 塁 打 | 本 塁 打 | 塁 打 | 打 点 | 三 振 | 四 球 | 死 球 | 犠 打 | 犠 飛 | 盗 塁 | 失 策 | 併 殺 打 | 残 塁 | 打 率 | 出 塁 率 | 長 打 率 | O P S |
| --------- | --------- | ----- | ----- | ----- | ----- | -------- | -------- | -------- | ----- | ----- | ----- | ----- | ----- | ----- | ----- | ----- | ----- | -------- | ----- | ----- | -------- | -------- | ----- |
| 2010      | 福井      | 70    | 246   | 42    | 69    | 13       | 2        | 1        | 105   | 16    | 49    | 30    | 7     | 10    | 2     | 18    | 1     | 2        | 44    | .280  | .372     | .427     | .799  |
| 2011      | 福井      | 72    | 240   | 36    | 71    | 4        | 6        | 1        | 101   | 17    | 50    | 28    | 0     | 26    | 1     | 21    | 5     | 2        | 56    | .296  | .368     | .421     | .789  |
| 2012      | 福井      | 72    | 270   | 31    | 84    | 5        | 5        | 0        | 109   | 24    | 48    | 25    | 1     | 2     | 3     | 23    | 2     | 0        | 81    | .311  | .368     | .404     | .772  |
| 通算：3年 | 通算：3年 | 216   | 756   | 109   | 224   | 22       | 13       | 2        | 315   | 57    | 147   | 83    | 8     | 38    | 6     | 62    | 8     | 4        | 181   | .296  | .369     | .412     | .781  |

### 背番号
- 9 （2010年）
- 7 （2011年 - 2012年）
- 117 （2013年3月 - 同年7月28日）
- 99 （2013年7月29日 - 2014年）